# Benferri
|  | No s'ha de confondre amb Beniferri. |

Benferri és un municipi del País Valencià situat a la comarca del Baix Segura.

## Geografia
La localitat es troba a l'horta d'Oriola, en un terreny pla drenat per la rambla de Favanella.
Té eixida directa a l'Autovia d'Alacant-Múrcia i Múrcia-Alacant (eixida 81). Benferri es troba a 30 minuts de distància dels aeroports d'Alacant (l'Altet) i Múrcia (San Javier), respectivament. Està connectada a la xarxa europea a través de l'autopista A-7.

## Història
D'origen musulmà, Benferri va formar part de l'antic latifundi de secà adquirit a mitjan segle xiii per la família Rocamora, antecessors dels marquesos de Rafal, romanent sota el domini dels llinatges successors de la Casa de Rocamora fins al segle xix, moment en què la Constitució de 1812 va abolir els senyorius, produint-se el traspàs de la terra als descendents dels antics colons.
La història es remunta al temps de les Guerres púniques entre cartaginesos i romans. En aquesta època encara no hi havia res edificat ni construït a la zona. El lloc de l'emplaçament del poble va ser testimoni de moltes escaramusses entre els dos bàndols. Ja en temps de la conquesta musulmana La Matança, llogaret d'Oriola pròxim a on se situa avui el poble, va ser l'escenari d'una batalla entre el noble visigot Teodomir i els musulmans, sent frenats aquests últims en el seu avanç, el que va acabar l'any 713 amb una capitulació honrosa pel comte, per la qual mantenia l'autonomia del seu territori a canvi d'un tribut.
Els musulmans importaren els seus avanços tecnològics: els murs de contenció, sénies, preses, séquies i conreus. El terreny conreat va augmentar i va millorar el rendiment de les collites, permetent així que de les barraques i alqueries que poblaven la zona sorgiren els pobles de Redovà, Coix, Almoradí i Benferri. Durant aquest temps, el poble era poc més que una torre, tot i que la terra circumdant estava conreada de vinyes i oliveres molt productives.
Benferri fou conquerida per als cristians per les tropes del monarca castellà Ferran III. No obstant això, després del tractat d'Almizra, entre Castella i Aragó, Oriola i les seues terres limítrofes van passar a ser propietat dels reis aragonesos. Des de llavors, Benferri va estar relacionat amb la família Rocamora, que després d'acompanyar a Jaume I en la seva campanya de reconquesta valenciana, va obtenir com a recompensa aquestes terres pels serveis prestats a la guerra.
En 1464, Joan Rocamora va comprar l'heretat i torre de Rocamora, sent aquesta la que constituirà el nucli del futur vincle i el senyoriu. En 1494 el lloc no era més que una torre entorn de la qual, Jaume de Rocamora i posteriorment el seu fill Jeroni, van iniciar la construcció de cases per a ser habitades per colons. En 1619, aconseguides les quinze cases necessàries, s'obté la jurisdicció alfonsina constituint-se com a municipi amb personalitat jurídica però dins del terme d'Oriola, de la jurisdicció del qual s'independitza el 1622 sota el domini de Jaume de Rocamora. Aquest mateix any té lloc la construcció de l'església parroquial de sant Jeroni, d'estil renaixentista tardà.
En morir Jeroni de Rocamora el 1639, el seu primogènit, Nicolau, rep el senyoriu de Benferri, establert a mitjan segle xv i el seu altre fill, Gaspar, el marquesat de Rafal i la baronia de Pobla de Rocamora. Tots dos territoris tornarien a unir-se al segle xviii més del que anava a passar a ser el comtat de la Granja de Rocamora, constituint tot això el senyoriu territorial del Marquesat de Rafal.
A causa de la gran pesta que va assolar la regió en 1648, es genera un estancament demogràfic i un retrocés de l'àrea conreada. Després va tenir lloc una repoblació, de manera que en 1769 eren 544 veïns.

## Economia
L'economia es basa principalment en l'agricultura, es conrea el 75% de la superfície total amb predomini del secà (756 ha) sobre el regadiu (164 ha). Els conreus més estesos són els de cereals, d'oliveres, horta, ametllers i vinya. La propietat de la terra està bastant repartida i predomina el règim d'explotació directa.

## Demografia
Segons el cens de l'INE de 2017, compta amb una població de 1.923 habitants.
| 915 | 936 | 896 | 899 | 981 | 1.041 | 1.016 | 894 | 909 | 949 | 1.055 | 1.493 | 1.601 | 1.746 | 1.927 |

## Política i govern

### Composició de la Corporació Municipal
El Ple de l'Ajuntament està format per 9 regidors. En les eleccions municipals de 26 de maig de 2019 foren elegits 5 regidors del Partit Socialista del País Valencià (PSPV-PSOE) i 4 del Partit Popular (PP).
| Eleccions municipals de 26 de maig de 2019 - Benferri                                                                         |                                          |                                     |                                     |        |          |          |
| Candidatura | Candidatura                              | Candidatura                         | Cap de llista                       | Vots   | Vots     | Regidors |
| | Partit Socialista del País Valencià-PSOE |                                     | Luis Vicente Mateo                  | 584    | 54,73%   | 5 ()     |
| | Partit Popular                           |                                     | José Manuel Guillen Mateo           | 472    | 44,24%   | 4 ()     |
| | Vots en blanc                            |                                     |                                     | 11     | 1,03%    |          |
| Total vots vàlids i regidors                                                                                                  | Total vots vàlids i regidors             | Total vots vàlids i regidors        | Total vots vàlids i regidors        | 1.067  | 100 %    | 9        |
| | Vots nuls                                | Vots nuls                           | Vots nuls                           | 21     | 1,93%    |          |
| Participació (vots vàlids més nuls)                                                                                           | Participació (vots vàlids més nuls)      | Participació (vots vàlids més nuls) | Participació (vots vàlids més nuls) | 1.088  | 76,03%** |          |
| Abstenció | Abstenció                                | Abstenció                           | Abstenció                           | 343*   | 23,97%** |          |
| Total cens electoral | Total cens electoral                     | Total cens electoral                | Total cens electoral                | 1.431* | 100 %**  |          |
| Alcalde: Luis Vicente Mateo (PSPV) (15/06/2019) Per majoria absoluta dels vots dels regidors (5 vots de PSPV)                 |                                          |                                     |                                     |        |          |          |
| Fonts: JEC, JEZ Oriola, M. Interior, Periòdic Ara. (* No són vots sinó electors. ** Percentatge respecte del cens electoral.) |                                          |                                     |                                     |        |          |          |

### Alcaldes
Des de 1999 l'alcalde de Benferri és Luis Vicente Mateo del Partit Socialista del País Valencià (PSPV-PSOE).
| Període                       | Alcalde o alcaldessa    | Partit polític | Data de possessió | Observacions |
| ----------------------------- | ----------------------- | -------------- | ----------------- | ------------ |
| 1979–1983                     | Pedro García Guillén    | PSPV-PSOE      | 19/04/1979        | --           |
| 1983–1987                     | Domingo Guillen Mateo   | AP             | 28/05/1983        | --           |
| 1987–1991                     | José Cutillas Sarmiento | PSPV-PSOE      | 30/06/1987        | --           |
| 1991–1995                     | José Cutillas Sarmiento | PSPV-PSOE      | 15/06/1991        | --           |
| 1995–1999                     | José Cutillas Sarmiento | PSPV-PSOE      | 17/06/1995        | --           |
| 1999–2003                     | Luis Vicente Mateo      | PSPV-PSOE      | 03/07/1999        | --           |
| 2003–2007                     | Luis Vicente Mateo      | PSPV-PSOE      | 14/06/2003        | --           |
| 2007–2011                     | Luis Vicente Mateo      | PSPV-PSOE      | 16/06/2007        | --           |
| 2011–2015                     | Luis Vicente Mateo      | PSPV-PSOE      | 11/06/2011        | --           |
| 2015–2019                     | Luis Vicente Mateo      | PSPV-PSOE      | 13/06/2015        | --           |
| 2019-2023                     | Luis Vicente Mateo      | PSPV-PSOE      | 15/06/2019        | --           |
| Des de 2023                   | n/d                     | n/d            | 17/06/2023        | --           |
| Fonts: Generalitat Valenciana |                         |                |                   |              |

## Edificis d'interés

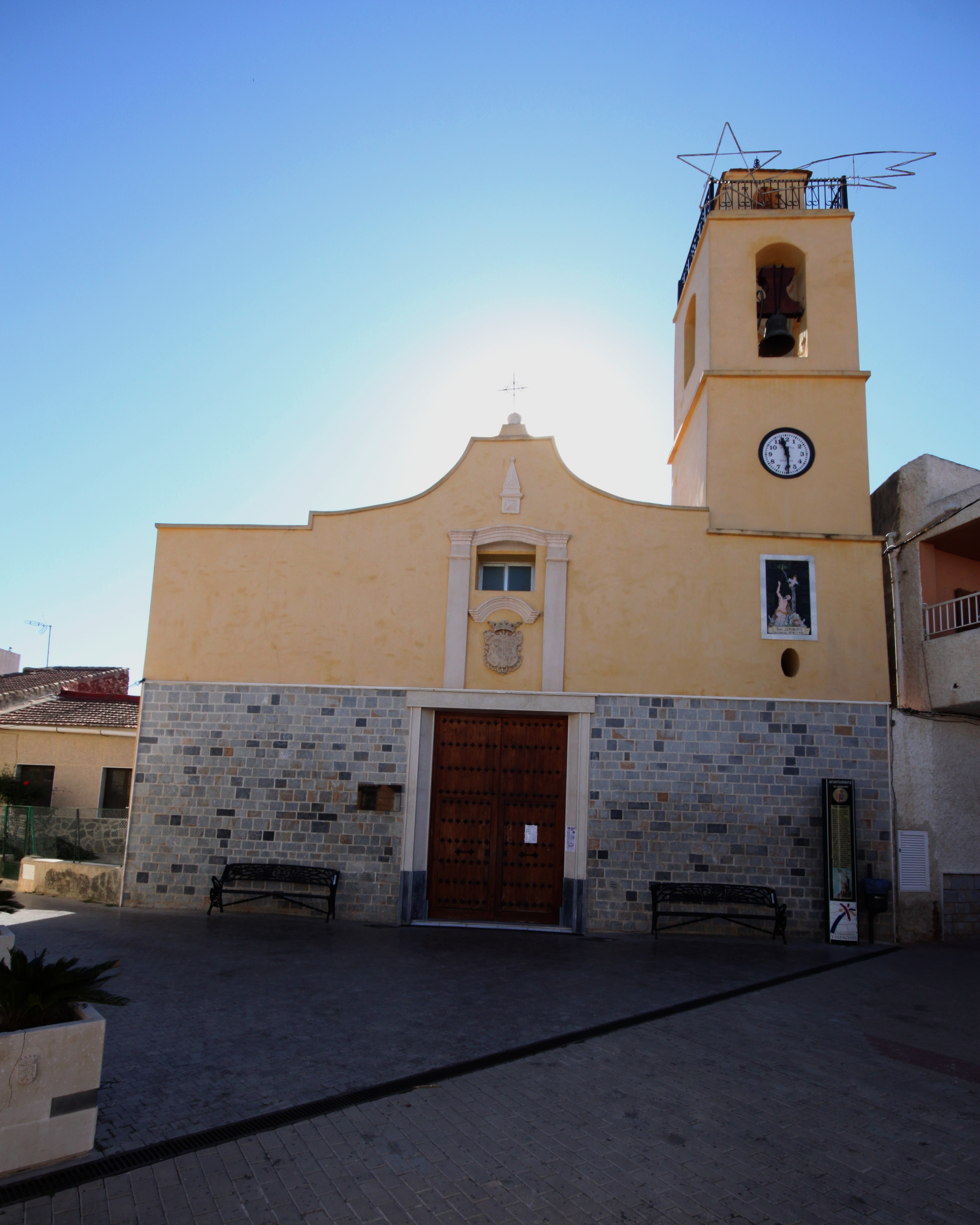
Façana de l'església de Sant Jerònim

- Parròquia de Sant Jerònim. Construïda en 1622, d'estil renaixentista tardà. L'església consta de tres naus, una central i dos laterals, que es junten prop de l'altar major acabant amb una cúpula adornada amb diferents petxines als costats. Destaca del conjunt una xicoteta torre amb vidrieres que il·luminen el centre de l'església.

## Festes locals
Les festes patronals se celebren en honor de Sant Jeròni a l'entorn del 30 de setembre i la Mare de Déu del Roser (7 d'octubre) patrons de Benferri, celebrant-se les festes la tercera setmana d'agost i el dia 30 de setembre respectivament. Abans de la celebració de les festes patronals té lloc l'elecció de les Reines de les festes.
El 3 de maig se celebra la romeria del Dia de la Creu, festivitat en la qual es realitza un menjar veïnal.